# ألان هيرد
ألان هيرد (بالإنجليزية: Alan Herd)‏ هو حرفي بريطاني، ولد في القرن العشرين.